# Bjeloperica
Bjeloperica es un pueblo ubicado en la municipalidad de Kosjerić, en el distrito de Zlatibor, Serbia.

## Superficie
Posee una superficie de 9,514 kilómetros cuadrados.

## Demografía
Hasta 2011 la población era de 265 habitantes, con una densidad de población de 27,85 habitantes por kilómetro cuadrado.